# Wielka Kaplica
Wielka Kaplica (słow. Veža Veľkého Kostola) – turnia znajdująca się w grani Kościołów (fragment Zimnowodzkiej Grani) w słowackich Tatrach Wysokich. Od Dzwonnicy oddzielają ją Wrótka za Kaplicami, a od Małej Kaplicy przełęcz zwana Wrotami między Kaplicami. Wierzchołek Wielkiej Kaplicy jest wyłączony z ruchu turystycznego (podobnie jak inne obiekty w Zimnowodzkiej Grani), taternicy wchodzą na niego najczęściej przy okazji przejścia grani Kościołów. W północno-zachodniej grani Wielkiej Kaplicy znajduje się kilka zębów skalnych.
Nazwa Wielkiej Kaplicy, podobnie jak w przypadku Małej Kaplicy i Dzwonnicy, pochodzi od grani Kościołów i charakteryzuje się „kościelnym” nazewnictwem. Nazwa słowacka pochodzi bezpośrednio od Wielkiego Kościoła.

## Historia
Pierwsze wejścia turystyczne:
- Alfréd Grósz i Tibold Kregczy, 30 czerwca 1911 r. – letnie,
- Jadwiga Pierzchalanka i Jerzy Pierzchała, 8 kwietnia 1937 r. – zimowe.